# Seven de la URBA
El Seven de la URBA es un torneo de rugby 7 entre clubes organizado por la Unión de Rugby de Buenos Aires.

## Campeones
| Año  | Campeón              |
| ---- | -------------------- |
| 1996 | Taraguy              |
| 1997 | Hindú                |
| 1998 | Atlético del Rosario |
| 1999 | CASI                 |
| 2000 | Hindú                |
| 2001 | CASI                 |
| 2002 | CASI                 |
| 2003 | Hindú                |
| 2004 | Olivos               |
| 2005 | Hindú                |
| 2006 | Hindú                |
| 2007 | Hindú                |
| 2008 | San Fernando         |
| 2009 | Newman               |
| 2010 | SIC                  |
| 2011 | CASI                 |
| 2012 | Pucará               |
| 2013 | Liceo Naval          |
| 2014 | Pucará               |
| 2015 | Pucará               |
| 2016 | Pucará               |
| 2017 | Pucará               |
| 2018 | SIC                  |
| 2019 | Belgrano             |
| 2020 | No se disputó        |
| 2021 | Newman               |
| 2022 | Newman               |
| 2023 | Buenos Aires         |
| 2024 | Newman               |

### Palmarés por club
| Club                 | Títulos | Años campeonatos                   |
| -------------------- | ------- | ---------------------------------- |
| Hindú                | 6       | 1997, 2000, 2003, 2005, 2006, 2007 |
| Pucará               | 5       | 2012, 2014, 2015, 2016, 2017       |
| CASI                 | 4       | 1999, 2001, 2002, 2011             |
| Newman               | 4       | 2009, 2021, 2022, 2024             |
| SIC                  | 2       | 2010, 2018                         |
| Taraguy              | 1       | 1996                               |
| Atlético del Rosario | 1       | 1998                               |
| Olivos               | 1       | 2004                               |
| San Fernando         | 1       | 2008                               |
| Liceo Naval          | 1       | 2013                               |
| Belgrano             | 1       | 2019                               |
| Buenos Aires         | 1       | 2023                               |

Fuente:urba.org.ar